# Universidad de Silicon Valley
La Universidad de Silicon Valley (SVUCA, acrónimo de Silicon Valley University California) está ubicada en la ciudad de San José, al sur de la ciudad de San Francisco y la bahía del mismo nombre. 
La universidad es de carácter privado, está orientada a formar profesionales de la informática para el exigente campo laboral del valle del Silicio.